# Oscar Callaway

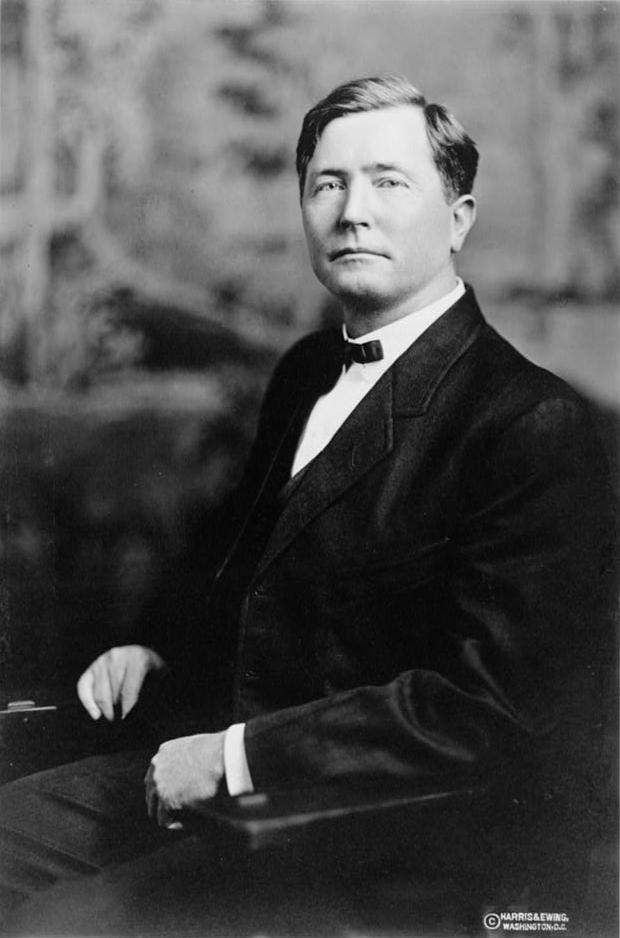
Oscar Callaway

Francis Oscar Callaway (* 2. Oktober 1872 in Harmony, Rusk County, Texas; † 31. Januar 1947 in Comanche, Texas) war ein US-amerikanischer Politiker. Zwischen 1911 und 1917 vertrat er den Bundesstaat Texas im US-Repräsentantenhaus.

## Werdegang
Noch im Kindesalter kam Oscar Callaway 1876 mit seinen Eltern in das Comanche County, wo er später die öffentlichen Schulen besuchte. Im Jahr 1894 absolvierte er die Comanche High School. Danach war er zwischen 1894 und 1897 als Lehrer tätig. Daran schloss sich bis 1899 ein Studium an der University of Texas in Austin an. Nach einem anschließenden Jurastudium an derselben Universität und seiner im Jahr 1900 erfolgten Zulassung als Rechtsanwalt begann er in Comanche in diesem Beruf zu arbeiten. In den Jahren 1900 bis 1902 war er Staatsanwalt im Comanche County. Gleichzeitig schlug er als Mitglied der Demokratischen Partei eine politische Laufbahn ein. Zwischen 1896 und 1926 war er Delegierter auf zahlreichen regionalen Parteitagen der Demokraten in Texas.
Bei den Kongresswahlen des Jahres 1910 wurde Callaway im zwölften Wahlbezirk von Texas in das US-Repräsentantenhaus in Washington, D.C. gewählt, wo er am 4. März 1911 die Nachfolge von Oscar W. Gillespie antrat. Nach zwei Wiederwahlen konnte er bis zum 3. März 1917 drei Legislaturperioden im Kongress absolvieren. In den Jahren 1912 und 1913 war er Mitglied im Ausschuss zur Kontrolle der Ausgaben des Finanzministeriums. In den beiden folgenden Legislaturperioden gehörte er dem Kontrollausschuss des Innenministeriums bzw. des Marineministeriums an. 1916 erregte er nationales Aufsehen, als er sich gegen den Bau von Schlachtschiffen aussprach. Angesichts des in Europa ausgebrochenen Ersten Weltkrieges verabschiedeten die Vereinigten Staaten ein Verteidigungskonzept, dem sich Callaway widersetzte. Dieser Widerstand war der Hauptgrund für seine Partei, ihn im Jahr 1916 nicht mehr zur Wiederwahl aufzustellen.
Nach dem Ende seiner Zeit im US-Repräsentantenhaus kehrte Oscar Callaway auf seine Ranch in Texas zurück, die er zwischenzeitlich erworben hatte. Dort betrieb er unter anderem Viehzucht. Gleichzeitig praktizierte er auch als Anwalt. Er starb am 31. Januar 1947 in Comanche, wo er auch beigesetzt wurde.